# Alexander Gerdanovits
Alexander Gerdanovits (* 24. Mai 1974 in Timișoara, Kreis Timiș) ist ein österreichischer Schriftsteller und Kulturvermittler rumäniendeutscher Herkunft.

## Biographie
Zwischen 1992 und 1999 studierte Gerdanovits Germanistik, Anglistik und Philosophie an der Universität Klagenfurt in Österreich. Seit 2002 ist er Mitglied des Rumänischen Schriftstellerverbandes. Sein erstes Buch „Streifzüge. Betrachtungen zur Literatur“ wurde vom Rumänischen Schriftstellerverband mit dem Debütpreis ausgezeichnet. Gerdanovits arbeitete als künstlerischer Berater der Opernsängerin Angela Gheorghiu (1997–2020). Er veröffentlicht regelmäßig Beiträge zu Kunst und Literatur in Kulturzeitschriften und Tageszeitungen. Gerdanovits kuratierte auch Ausstellungen in der Galerie 3 Klagenfurt (Serie "Konfrontation I-X, 2008–2017), in der Alpen-Adria-Galerie Klagenfurt (Siegfried Tragatschnig, Hans Hiesberger, Valentin Oman, Ernst Gradischnig, Franz Moro u. v. a.) und in der Stadtgalerie Klagenfurt (Ordnung und Obsession, 2017). Seit 1. August 2020 leitet Gerdanovits die Kulturabteilung der Landeshauptstadt Klagenfurt am Wörthersee.

## Werke
- Streifzüge. Betrachtungen zur Literatur, Solness Verlag, Temeswar 2001, ISBN 973-8145-55-4
- Erlebnis Kunst. Cosmopolitan Art Verlag, Temeswar 2007, ISBN 978-973-8903-30-2
- Suzana Fântânariu, Ritter Verlag, Klagenfurt 2022, ISBN 978-3-85415-636-9

| Personendaten    | Personendaten                    |
| ---------------- | -------------------------------- |
| NAME             | Gerdanovits, Alexander           |
| KURZBESCHREIBUNG | rumäniendeutscher Schriftsteller |
| GEBURTSDATUM     | 24. Mai 1974                     |
| GEBURTSORT       | Timișoara, Kreis Timiș           |